# Some Boys Got It, Most Men Don't
Some Boys Got It, Most Men Don't is het vierde studioalbum van de Canadese punkband d.b.s. Het album werd uitgegeven door het Californische label New Disaster Records in juni 1999. Het is tevens het eerste album waar bassist Ryan Angus aan heeft meegewerkt; Angus verving Dhani Borges na de uitgave van het vorige album. Het album werd heruitgegeven als muziekdownload op 27 februari 2014 door d.b.s. zelf via Bandcamp.

## Nummers
1. "Set Your Clock Back an Hour" - 1:34
2. "Your Apathy Is Killing Both of Us" - 3:10
3. "Starboard" - 3:54
4. "Dear Diary" - 0:29
5. "The Sun Went All the Way Down" - 2:59
6. "...And Then I Awoke" - 3:55
7. "Aspirations" - 2:15
8. "My Life as a Book (Chapter Two)" - 3:24
9. "Apology" - 2:54
10. "Kitchen Noise" - 4:04
11. "Past Friendships" - 4:56
12. "A Foundation for Positive Change" - 5:54

## Band
- Andy Dixon - gitaar, achtergrondzang
- Jesse Gander - zang
- Paul Patko - drums, achtergrondzang
- Ryan "Nordburg" Angus - basgitaar